# Straatsburg

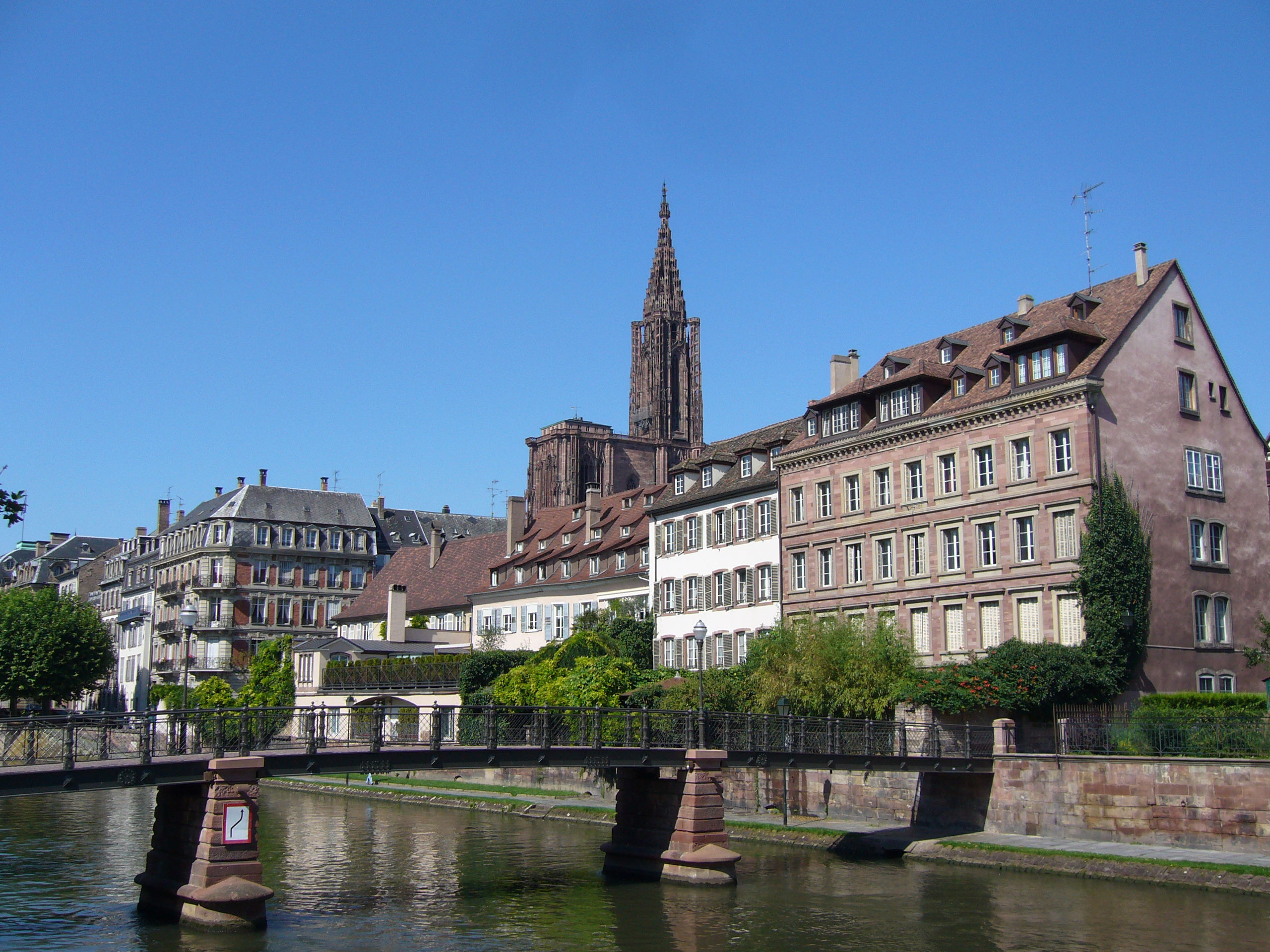
De Kathedraal, op de voorgrond de Ill

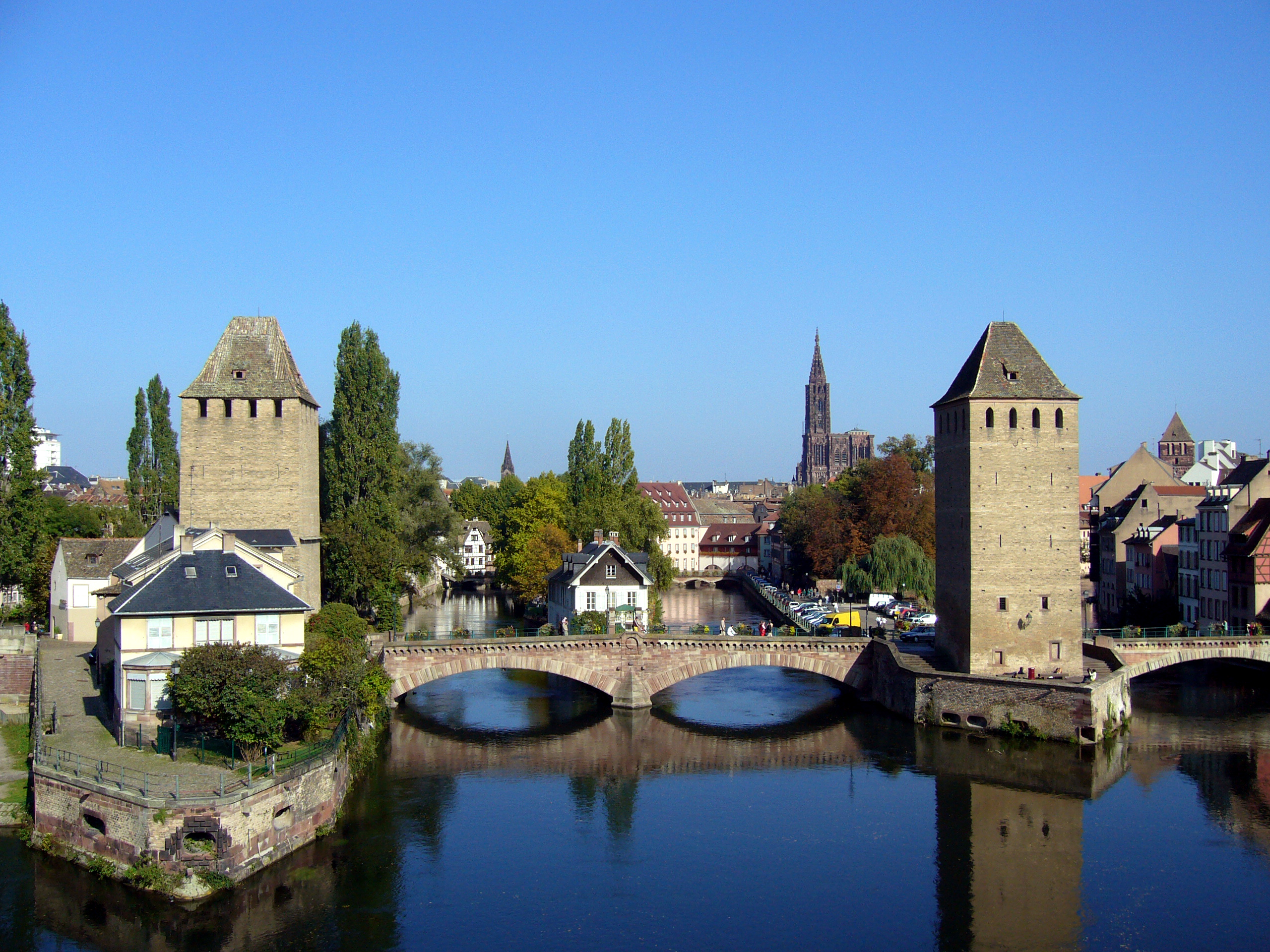
la Petite France

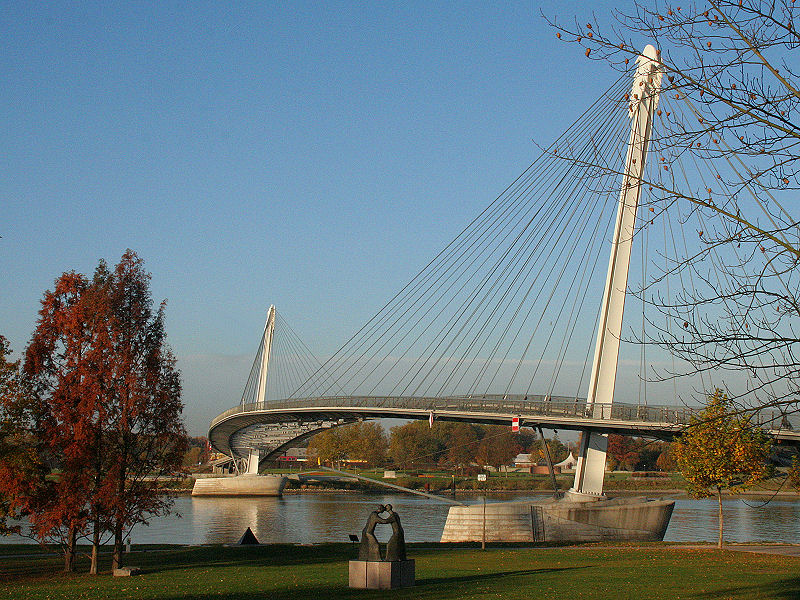
Deze voetgangersbrug over de Rijn verbindt Straatsburg sinds 2004 met het Duitse Kehl

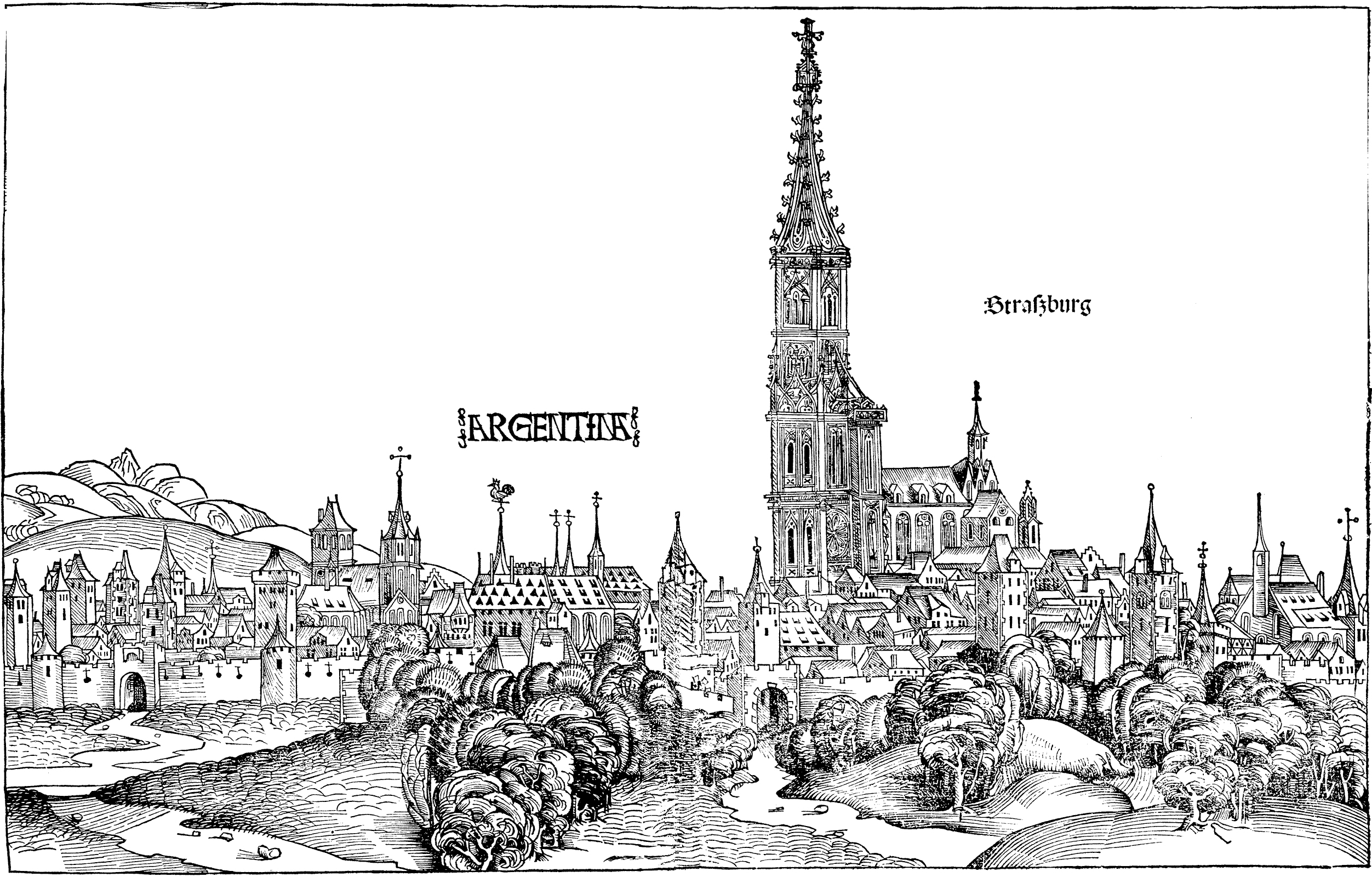
Zicht op Straatsburg omstreeks 1493

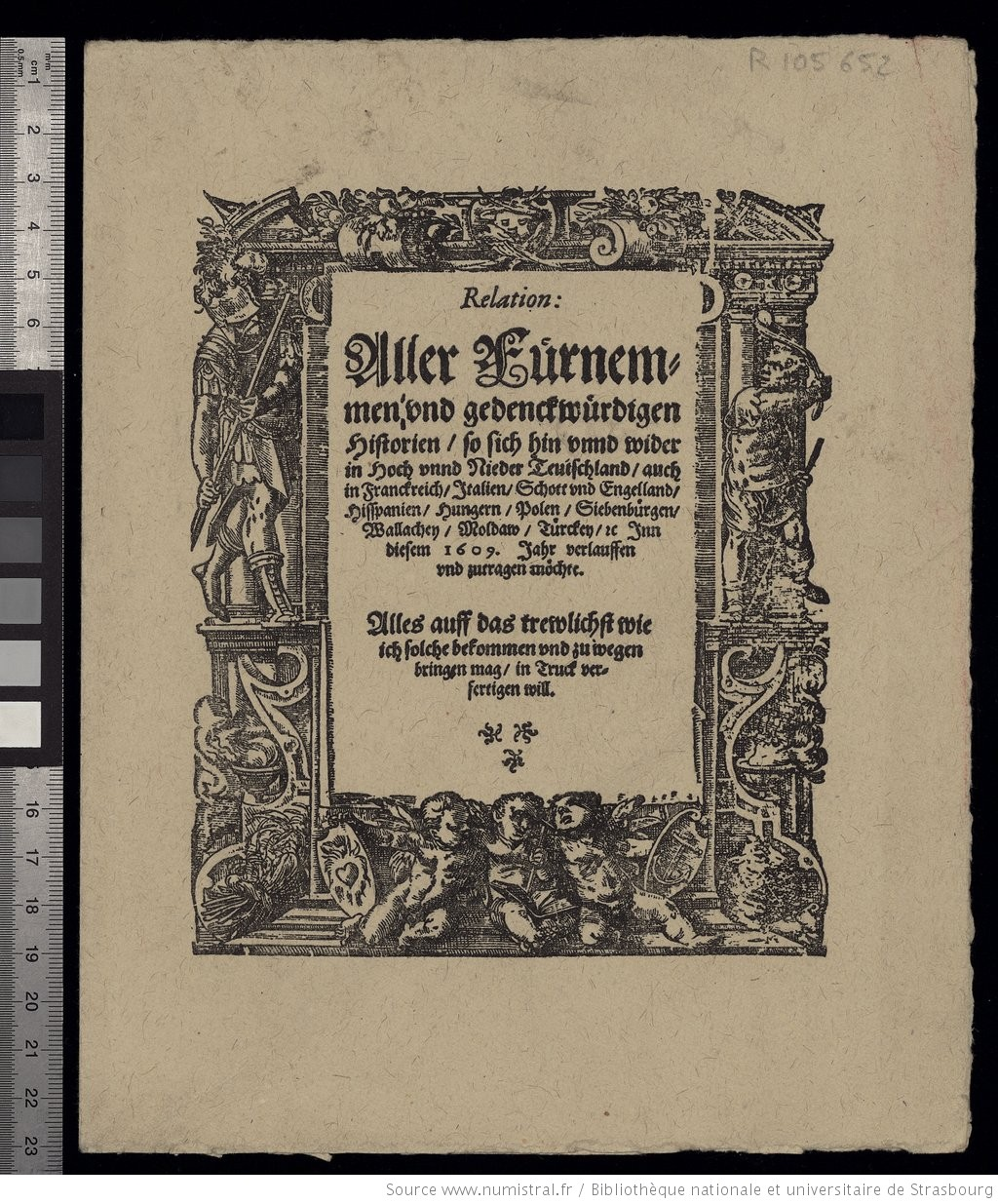
Titelblad: Relation Aller Fürnemmen und gedenckwürdigen Historien

Straatsburg (Frans: Strasbourg, uitspraak [stʁasbuʁ], Duits: Straßburg) is de hoofdstad van de Elzas. Sinds 2016 is de stad hoofdstad van de overkoepelende regio Grand Est in het noordoosten van Frankrijk. De stad ligt aan de Rijn, aan de overkant van de Rijn ligt Duitsland. Toch is voor de stad de rivier de Ill net zo belangrijk, omdat het centrum tussen twee armen van de Ill ligt. Als gevolg van oorlogen en annexaties in 1681, 1870, 1918, 1940 en 1945 is Straatsburg meerdere malen van Duitse in Franse handen overgegaan en omgekeerd. Onder deze oorlogen heeft de stad geleden.
Straatsburg is met name bekend omdat de zetel van de Raad van Europa en het Europees Hof voor de Rechten van de Mens er zijn gevestigd. Samen met Brussel is het zetel van het Europees Parlement. Het is een universiteitsstad en een centrum van de motor-, voedsel-, textiel- en machinebouwnijverheid. Het oudste deel van de stad, la Petite France, bevindt zich op de plaats waar de Ill zich om het centrum in tweeën splitst. Het is het meest toeristische deel van de stad.
In Straatsburg werd van oorsprong hoofdzakelijk Duits-Elzassisch gesproken. Door de voortschrijdende verfransing, na 1918 en vooral na 1945, werd echter in toenemende mate Frans meer de voertaal dan Duits. Inmiddels is Duits geen openbaar communicatiemiddel meer. Toch herinneren de vele Duitstalige geografische namen aan het verleden evenals straatnamen, ondanks verfransing van vele straatnamen.
De gemeente telde 291.709 inwoners op 1 januari 2022. De agglomeratie rond Straatsburg telde 1.145.000 inwoners in 2007. In 2015 telde het Franse gedeelte van de agglomeratie 780.515 inwoners.

## Geschiedenis
Het gebied van Straatsburg werd in de tijd van zijn eerste bewoning meervoudig door rivierarmen van de Rijn, Ill en Breusch doorsneden. Evenals de Triboken, hadden reeds de eerder door hen ca. 50 v.Chr. verdrongen Kelten zich vanwege de rijke jacht en visvangst in deze delta gevestigd. Voor de Romeinen bood de ligging van dit vissersdorp, evenals de eenvoudige Rijnovergang ter plaatse uitstekende condities voor het aanleggen van een legerplaats.
Onder de Romeinse keizer Augustus werd in 12 v.Chr. Argentoratum, zilverberg, gesticht. Aanvankelijk was het een militair kamp van het Achtste Legioen nabij de Romeins-Germaanse grens, de limes, die in dit gebied door de Rijn werd aangelegd. Mettertijd ontstond ten westen van het kamp een burgernederzetting, een canabae. Door de uitbreiding van het Romeinse Rijk verschoof de grens naar het oosten en kon Argentoratum een belangrijke havenstad aan de Rijn worden. Deze uitbreiding was van tijdelijke aard; reeds in 357 werd ook de Rijngrens bedreigd. In dat jaar hield Julianus Apostata deze grens voorlopig nog in stand door zijn overwinning in de slag bij Argentoratum op de zeven stamhoofden der Alemannen. Maar na een halve eeuw werd de Elzas definitief door deze Germaanse volksstam in bezit genomen. De oorspronkelijk Keltische bewoners en de Romeinen werden daarbij verdreven of pasten zich aan. Bij de inval van de Hunnen onder Attila in het voorjaar van 451 werd de Romeinse stad verwoest.
Op de plaats van de oude Romeinse vesting herrees de Frankisch-Allemanische stad met de naam Straatsburg, in documenten verlatijnst tot Strateburgum, "vesting bij de straat". Sedert de 4e eeuw was de stad bisschopszetel.
In 496 werd de stad bij het Frankische Rijk ingelijfd. In 842 werd de Straatsburgse Eed tussen Lodewijk de Duitser en Karel de Kale afgelegd. Dit document, dat zowel in het Oudfrans als in het Oudhoogduits werd opgesteld, is daarmee de eerste oorkonde die in "volkstaal" werd opgesteld. De Franse versie is daarmee tevens de eerste schriftelijke uiting van de Franse taal én het eerste document dat van de verdeling van het Frankische Rijk in een Romaans- en Germaanstalig gebied getuigt. Door het Verdrag van Meerssen werd Straatsburg in 870 Oost-Frankisch en onderdeel van het hertogdom Zwaben, dat op zijn beurt onderdeel zou worden van het latere Heilige Roomse Rijk. In 982 slaagden de bisschoppen erin de stad uit het hertogdom los te weken en onder de heerschappij van het bisdom te brengen.
In 1015 werd door Wernher von Habsburg een basiliek in romaanse stijl gebouwd. Zij werd "Münster" genoemd, verwijzend naar haar functie als kloosterkerk (Monasterium). Later wordt zij bisschopszetel en dan ook als "Dom" aangeduid. Nu wordt alleen nog haar Franse naam "Cathédrale" gebruikt.

### Van bisschopsstad tot burgerstad
In de middeleeuwen groeide Straatsburg uit tot een belangrijk economisch centrum. De overwinning van de burgers van Straatsburg op bisschop Walter von Geroldseck in 1262 in de Slag van Hausbergen bezegelde de onafhankelijkheid van de stad en gaf haar de status van vrije rijksstad onder gezag van de Duitse keizer. De burgers organiseerden zich in eigen bestuursorganen en eigen rechtspraak. De stad werd lid van de Rheinische Städtebund, een samenwerkingsverband van de belangrijkste Rijnsteden. Straatsburg groeide uit tot een geestelijk centrum van christelijke scholastiek en later van humanisme.
Om op de drassige grond te kunnen bouwen waren duizenden houten palen nodig. De stenen huizen werden daarop gebouwd.

### Pest en de vervolging van de Joden
Nog voordat de Zwarte Dood, de verwoestende Europese Pestepidemie van 1347 tot 1351, Straatsburg bereikte, vond er op 14 februari 1349 een van de eerste en grootste pogroms van de middeleeuwen plaats. In de loop van dit zogenaamde Valentinstagmassaker ("bloedbad op Valentijnsdag"), werden volgens de historische overleveringen 2.000 tot 3.000 Joden uit Straatsburg in het openbaar op de brandstapel verbrand. De andere Joden werden uit de stad verbannen. Daarna was het Joden tot het eind van de 18e eeuw, op straffe van de dood, verboden om zich ‘s avonds na 10 uur binnen de stadsmuren te bevinden. Verder diende iedere Jood, in de periode dat hij wel in de stad mocht verblijven, voor ieder paard dat hij in de stad bracht of bereed een bijzondere belasting te betalen: het Pflastergeld, straattol. Het tijdstip waarop de Joden de stad via de Rue de Juifs/Judengasse, de Jodenstraat, moesten hebben verlaten werd door een hoornsignaal van een gemeentelijke heraut aangegeven. Ter herinnering aan deze stedelijke dwang klinkt nog steeds iedere avond om 22 uur de Jodenklok van de kathedraal.

### Kathedraal

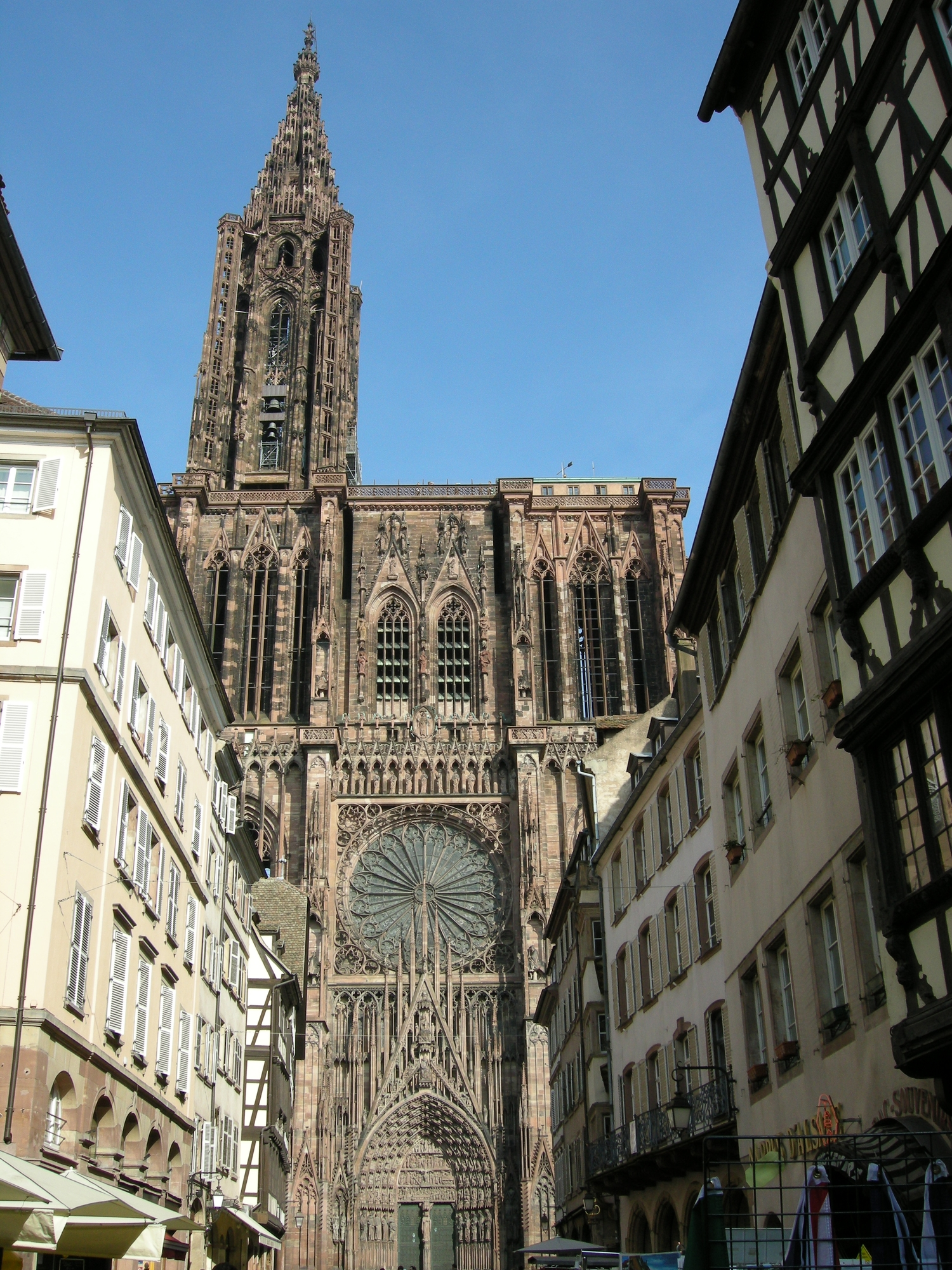
Voorgevel van de Kathedraal

De kathedraal van Straatsburg was oorspronkelijk een kloostervestiging (monasterium) en werd daarom Straatsburger Munster genoemd, in het Duits Straßburger Münster. In het Frans werd de naam Cathédrale Notre-Dame de Strasbourg, meestal alleen la Cathédrale. Ze werd in 1439 voltooid. Met een toren van 142 m hoog was het op dat moment het hoogste gebouw ter wereld. Als bouwmeesters van de voorgevel worden vermeld: Erwin von Steinbach, Ulrich von Ensingen en Johann Hültz. De tweede toren werd niet meer afgebouwd vanwege de modderige ondergrond; met een tweede toren zou het gebouw te zwaar zijn geworden.

### Reformatie en drukpers in Straatsburg - 30 jaar oorlog
Johannes Gutenberg, die geldt als de uitvinder van de boekdrukkunst in Europa, heeft een tijd in Straatsburg gewerkt, rond het jaar 1440.
Vanaf 1482 kende de stad een standenbestuur.
In de 16e eeuw beleefde Straatsburg zijn bloeiperiode als vrije rijksstad. In 1566 werd de Latijnse school tot academie verheven en een centrum van de reformatie. Tijdens de Reformatie koos Straatsburg de lutherse kant, maar op de Rijksdag van Augsburg sloot de stad zich niet aan bij de orthodox lutherse Confessio Augustana, maar legde ze, samen met de steden Memmingen, Konstanz en Lindau, een eigen belijdenis af; de zogenaamde Tetrapolitana, opgesteld door de theologen Martin Bucer en Capito.
In 1605 begon de Straatsburgse drukker en boekhandelaar Johann Carolus zijn tot dan toe handgeschreven nieuwsverzamelingen in druk uit te geven. Het nieuwsblad, dat onder de titel Relation Aller Fürnemmen und gedenckwürdigen Historien verscheen, geldt als de allereerste gedrukte krant. In 1621 werd de academie een universiteit.
Bij de Vrede van Westfalen in 1648 verkreeg de Franse koning het beschermheerschap over een aantal Elzasser rijkssteden; steden die rechtstreeks onder het gezag van de Duitse keizer stonden. Straatsburg bleef echter een vrije rijksstad, die desondanks in september 1681 door Franse troepen werd bezet. In 1697 werd Straatsburg ten gevolge van de Vrede van Rijswijk bij Frankrijk ingelijfd. De stad, haar taal, haar universiteit en haar cultuur bleven Duitstalig hoewel protestanten geen toegang tot belangrijke overheidsbetrekkingen konden krijgen en de munsterkerk als kathedraal weer rooms-katholiek werd ingewijd. Overigens werd het protestantisme getolereerd en niet verboden, zoals sinds 1685 elders in Frankrijk. De universiteit bleef in protestants-lutherse handen en behield haar aantrekkingskracht op de studerende jeugd uit het zuiden van Duitsland, maar kreeg ook concurrentie van een Jezuïetenacademie die door de Franse koning werd gesubsidieerd. De bij de Vrede van Rijswijk door Frankrijk ingelijfde Elzas bleef binnen Frankrijk een autonome provincie en maakte geen deel uit van het Franse belasting- en tolgebied. De douanegrens bleef, zoals ook daarvoor, over de kam van de Vogezen lopen.
In 1770 en 1771 studeerde de bekendste Duitse dichter, Johann Wolfgang von Goethe, aan de Universiteit van Straatsburg. De stad was destijds een van de centra van de Duitse literaire Sturm und Drang-beweging, en dichters als Jakob Michael Reinhold Lenz en Johann Gottfried von Herder studeerden er enige tijd.

### Integraal deel van de Franse republiek
Tijdens de Franse Revolutie op 25 april 1792 componeerde Claude Joseph Rouget de Lisle in Straatsburg op een diner georganiseerd door burgemeester Frédéric de Dietrich, het nieuwe Franse volkslied, de Marseillaise. Symbolisch werd daarmee de stad deel van de moderne Franse geschiedenis. De universiteit werd in dit jaar door het revolutionaire bewind opgeheven als on-Frans en conservatief instituut.
Toen Duitsland na het herstel van de oude orde in de greep van de reactie raakte, zouden Duitse revolutionairen hun toevlucht zoeken in Straatsburg en Parijs, zoals de nog steeds bekende Georg Büchner. De ontwikkelde stadsburgerij zocht overigens steeds meer aansluiting bij de Franse burgerlijke middenklasse en langzamerhand marginaliseerde het Duits als tweede taal in het bestuur, de rechtspraak en de scholen.

### Hereniging met Duitsland, 1870-1918
Tijdens de Frans-Duitse Oorlog werd Straatsburg door de Duitsers belegerd. Zware bombardementen waren vooral gericht op de vestingwerken rondom de stad, maar daarbij werden ook veel woningen getroffen. Een tiende deel van de bevolking (8.000) werd daardoor dakloos en 300 burgers verloren het leven. Nadat de Franse legers bij Sedan waren verslagen werd het beleg afgebroken en gaf de stad zich op 27 september 1870 over aan de Badische troepen onder leiding van generaal August von Werder. Bij de daaropvolgende Vrede van Frankfurt tussen Frankrijk en Duitsland in 1871 werd Elzas-Lotharingen ingelijfd bij het nieuw gestichte Duitse Keizerrijk, dat gold als de opvolger van het vroegere Duitse Rijk. Straatsburg werd de hoofdstad van het rijksland Elzas-Lotharingen, Reichsland Elsaß-Lothringen. De stad kreeg een rijksgouverneur als hoogste gezagsdrager tot 1883, waarna weer een gekozen gemeenteraad werd ingesteld. Het duurde tot 1911, voordat dit rijksland dezelfde status als de andere staten binnen het Duitse Keizerrijk kreeg. Van de Duitse tijd getuigen een aantal openbare gebouwen zoals het hoofdstation (gebouwd als Hauptbahnhof), de École des Beaux-Arts (Kunsthochschule), het Lycée international des Pontonniers (Jungmädchenschule), het Palais du Rhin (Kaiserpalast), het Paleis van Justitie, en het hoofdgebouw van de universiteit. Nieuwe stadsuitbreidingen werden in de Duitse Gründerzeit-stijl aangelegd.
Vele Fransgezinden verlieten na 1870 stad en land, vooral nadat de dienstplicht werd afgekondigd en de rechten van degenen die het Duitse staatsburgerschap afwezen, als 'vreemdelingen' werden beperkt. De achterblijvers waren Duitsgezind of aanvaardden lijdzaam de nieuwe situatie. De moderne bureaucratisering en industrialisatie bracht veel ambtenaren en arbeiders uit de rest van Duitsland hierheen en vooral de laatsten vermengden zich met de autochtone bevolking. Vanaf 1870 verdrievoudigde het aantal inwoners tot 150.000. Verkrotte woonwijken in de binnenstad werden afgebroken en nieuwe daaromheen aangelegd. De twee grote lanen, boulevards rond de oude stad, zoals toen aangelegd, bestaan nog steeds. Het stadsdeel dat toen werd gebouwd staat er nog en heeft de Duitse naam la Neustadt in zijn schrijfwijze behouden. De universiteit, in 1794 door de Franse regering opgeheven en door een hogeschool vervangen, werd in 1872 heropgericht onder beschermheerschap van de Duitse Keizer en in 1877 Kaiser-Wilhelms-Universität gedoopt, met een staf gerekruteerd uit befaamde hoogleraren uit het Duitse Rijk. De in de oorlog door Duitse bombardementen verwoeste bibliotheek werd gecompenseerd met boekenschenkingen uit Duitse archieven en bibliotheekbestanden. Ook de studenten kwamen in meerderheid van de andere zijde van de Rijn, hoewel in de loop der tijd het aantal studenten uit de Elzas groeide naarmate de Duitse wetenschap aan prestige toenam. Van deze studenten is de latere Nobelprijswinnaar Albert Schweitzer een voorbeeld.
Met Metz en Keulen werd Straatsburg na 1871 als een van de belangrijkste Duitse vestingen in het westen van het Duitse Rijk versterkt, terwijl in de omgeving op strategische plaatsen forten verrezen. Inmiddels hadden de meeste Straatsburgers zich bij de annexatie neergelegd, getuige de grote meerderheid die sinds 1890 niet langer op de pro-Franse autonomistenpartij maar op die van de Duitse sociaaldemocraten zijn stem uitbracht. Een derde deel van de bevolking werd aan het begin van de 20ste eeuw gevormd door immigranten van de overzijde van de Rijn, arbeiders maar ook ambtelijke staven en regimentsmilitairen. Waarschijnlijk aanvaardde toen de meerderheid van de bevolking het Duitse gezag en staatsburgerschap. 

### Hereniging met Frankrijk, 1918-1940
Na de Eerste Wereldoorlog moest Duitsland de stad bij het Verdrag van Versailles in 1919 weer aan Frankrijk afstaan. Overeenkomstig de Veertien Punten van de Amerikaanse president Woodrow Wilson – maar op gespannen voet met het daarin vervatte zelfbeschikkingsrecht – vond daarover in Elzas-Lotharingen geen referendum plaats. Dit had de Franse regering bedongen omdat zij niet zeker was van de uitslag van zo'n referendum en omdat zij geen openbare twijfel duldde aan de 'onweerlegbare' Franse identiteit van de Elzassers. Bij de hereniging werden enkele tienduizenden Straatsburgers het land uitgewezen op grond van het feit dat zij of hun ouders in Duitsland waren geboren. Daaronder behoorden ook de Duitse universiteitsprofessoren, die werden vervangen door Fransen. De universiteitsbibliotheek bleef achter. De straatnamen werden op rigoureuze wijze verfranst, zodat zelfs de naar de eigennaam van een vroegere burgemeester Fischer genoemde straat, Fischerstrasse, een Rue des Pêcheurs werd.
De integratie in het nieuwe Frankrijk begon met een algeheel verbod op het gebruik van de Duitse taal in onderwijs en bestuur. Parijs verklaarde tweetaligheid tot het verleden en stelde een Franse eentaligheid in overheidsdiensten en in het onderwijs verplicht. Omdat de grote meerderheid van de bevolking het Frans niet beheerste, verliep dat niet zonder communicatieproblemen. De onwil van Parijs om daaraan tegemoet te komen uitte zich in een breed gedragen autonomistische beweging, die minder pro-Duits als wel regionalistisch was. Voor het centralistische denken in Parijs maakte dat echter geen verschil en verschillende autonomisten kwamen voor het gerecht en werden veroordeeld wegens landverraad. Dat werkte weer averechts en bevorderde bij een minderheid van de Elzassers Duitse sympathieën. De opkomst van het nationaalsocialisme in Duitsland vond dan ook weerklank bij een overigens klein deel van de Elzassers.

### Tweede Wereldoorlog, 1940-1945
Na de Duitse inval in Polen op 1 september 1939 en de Frans-Britse oorlogsverklaring tegen het Duitse Rijk op 3 september 1939 werd de stad, net als andere grenssteden en -dorpen, ontruimd in het vooruitzicht van een inval in Frankrijk. Tussen september 1939 en juli 1940 vertrokken 100.000 Straatsburgers uit hun stad naar vooral de Dordogne en de stad Limoges. De gemeenteraad vergaderde voorlopig in Périgueux. De Universiteit van Straatsburg werd overgeheveld naar Clermont-Ferrand. In juni 1940 bezetten Duitse troepen Straatsburg en werd Elzas-Lotharingen ingelijfd bij het Groot-Duitse Rijk. In de jaren 1940-1945 werden de Elzassers als Duitse staatsburgers beschouwd en voor de dienstplicht in de Wehrmacht opgeroepen. Velen van hen vluchtten naar Frans gebied om daar onder te duiken. Wie bleef moest dienen aan het front.
Onder het nazi-regime konden Duitsgezinde Elzassers, die vóór 1939 naar Duitsland waren uitgeweken, terugkeren. Fransgezinde Straatsburgers werden uitgewezen en hun bezittingen werden onteigend. Franse nationale monumenten van Marseillaise, Kléber, Jeanne d'Arc en Kellermann werden gesloopt en vervangen door Duitse, soms hersteld omdat er een aantal op hun beurt eerder in 1919 waren gesloopt. De Franstalige straatnamen kregen hun Duitse naam van vóór 1919 weer terug. Het openbare gebruik van het Frans werd verboden en ook in het onderwijs mocht alleen nog het Duits worden gebruikt. De Duitse universiteit werd in 1941 heropgericht maar kon nauwelijks meer functioneren. De synagoge werd in 1940 in brand gestoken en in 1941 gesloopt.
 De nieuwe Duitse ambtenaren meldden zich graag voor dienst in Straatsburg aan, omdat daar een meer ontspannen klimaat heerste, zoals dat ook gold in het bezette Frankrijk.
Bij het naderen van de bevrijders werd op 11 augustus en 25 september 1944 Straatsburg door de geallieerden gebombardeerd.

### Definitief Frans na 1945
De Franse bevrijdingstroepen stonden onder het bevel van generaal Jean de Lattre de Tassigny.
Duitse ambtenaren werden naar Duitsland afgevoerd, eventueel gevangengezet voor berechting. Dat laatste gold zeker ook Elzasser collaborateurs. Tienduizenden Elzassers waren op dat moment Duitse krijgsgevangenen en zij werden voorlopig buiten het Franse staatsburgerschap gesteld. Opnieuw werd, zoals in 1919, het Duits verboden in overheid en onderwijs. Na de Tweede Wereldoorlog zette burgemeester Pierre Pflimlin zich in voor de verzoening met Duitsland en werd Straatsburg een symbool van de vriendschapsbanden tussen de twee landen en de Europese samenwerking. De officiële en strikte Franstaligheid werd onmiddellijk hersteld. Hoogduits werd verboden maar de dialecten mochten mondeling gebruikt blijven worden. Geen Duits dus in de communicatie met de overheid en in het onderwijs, maar omdat veel Elzassers het Frans onvoldoende beheersten werden de dagbladen in een Franse en Duitse editie uitgegeven. In de loop van jaren zestig gingen de Franstalige edities de Duitstalige overtreffen. Daarna werden de Duitstalige edities afgeschaft. Het Straatsburger Duits is sindsdien een marginaal gebruikt idioom geworden.
In het internationale verkeer van de Europese instellingen is het Engels de tweede taal geworden.
Als tweede gesproken taal in Straatsburg geldt sinds twee decennia Arabisch, althans onderling voor de in aantal aanzienlijk toegenomen migranten uit de Maghreb en hun nakomelingen.
Sinds 1948 is Straatsburg de zetel van de Raad van Europa en daarmee is Engels ook een taal die af en toe te horen is in Straatsburg.
Voor de door Frankrijk en Duitsland gevoerde taalpolitiek en haar gevolgen in de kennis en het gebruik van de talen, zie ook Elzas-Lotharingen.

## Bezienswaardigheden en architectuur

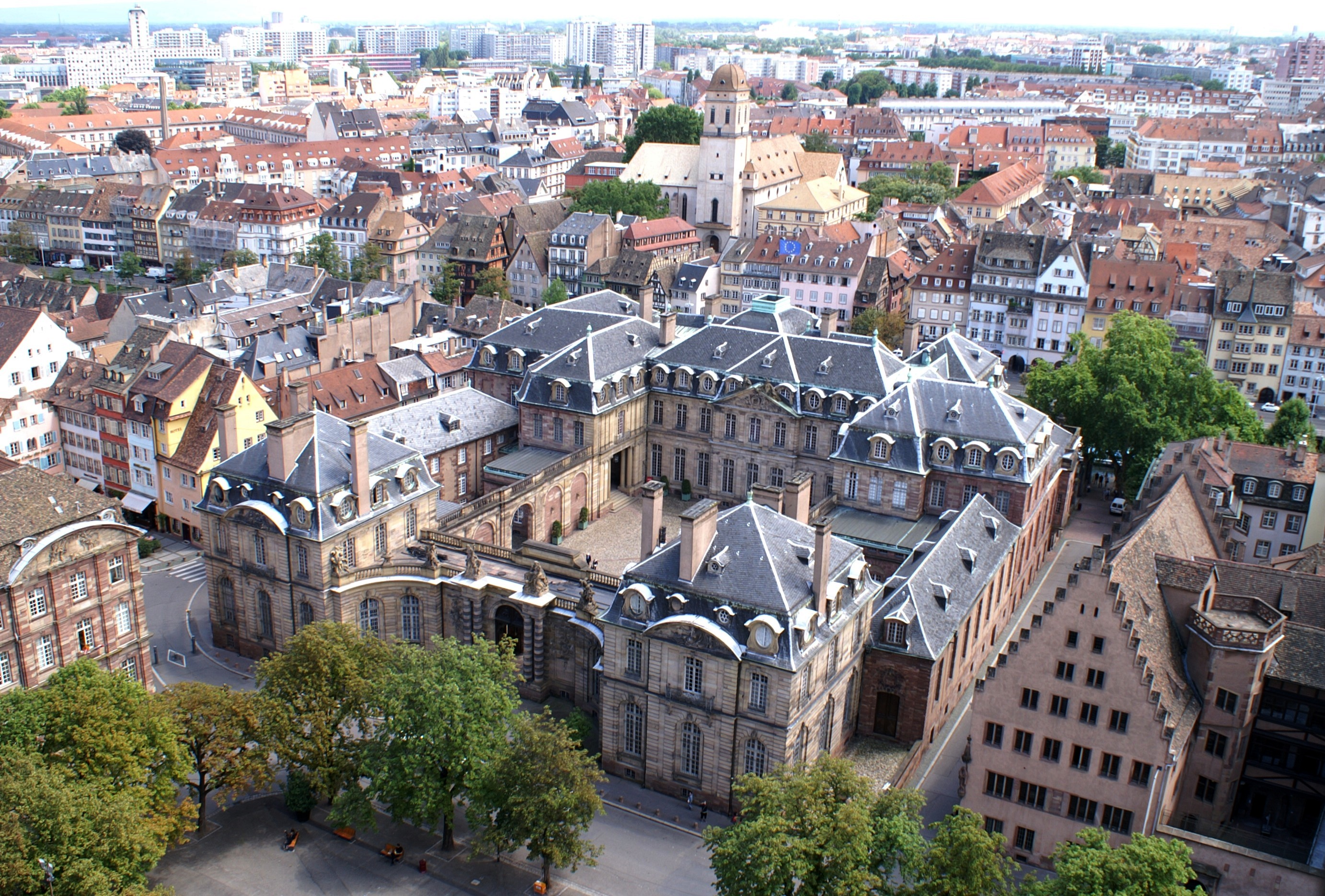
Het Palais des Rohan, waarin het Musée des Beaux-Arts is gehuisvest.

De historische stadskern, het Grande Île tussen de twee armen van de rivier de Ill, is goed bewaard gebleven. In 1988 werd door de UNESCO tot werelderfgoed verklaard. De romaans-gotische kathedraal, Cathédrale Notre-Dame de Strasbourg, in de Duitse tijd Strassburger Münster, gebouwd tussen 1176 en 1439 en in 1547 voorzien van haar beroemde astronomisch uurwerk, is het bekendste en grootste gebouw van de stad. Het plein voor de kathedraal wordt beheerst door de façade van de kathedraal en is omringd door talloze ambachtsliedenhuizen in Alemannisch-Zuid-Duitse stijl met soms vier tot vijf verdiepingen. Het bekende Maison Kammerzell, vroeger: Haus Kammerzell, met zijn rijke versieringen staat aan de noordkant van het plein. Het bekendste plein is de place Kléber, genoemd naar Jean-Baptiste Kléber, een generaal tijdens de Franse revolutionaire oorlogen. Een ander bekend plein is het place Gutenberg, genoemd naar de drukker Johannes Gutenberg, die er een tijdlang halverwege de vijftiende eeuw zijn drukkerij had na uit Mainz te zijn verbannen.
Straatsburg is ook bekend om het grote aantal huizen dat in vakwerk is gebouwd. Kenmerkend zijn de steile daken die ook nog enkele verdiepingen herbergen.
Op het punt waar de Ill zich in het zuidwesten splitst in vier kanalen, die door en om de oude stad voeren, bevinden zich de Ponts Couverts, de overdekte bruggen. De eerste constructie dateert uit de 12e eeuw en diende als verdedigingswerk tegen vijanden, die de stad via de rivier wilden innemen. Later is de huidige constructie van overdekte bruggen ontstaan. De benaming verwijst naar deze overkapping. Hier tegenaan ligt het oudste deel van de stad, La Petite France, de zogenaamde Looiersbuurt, Duits: Gerberviertel. Veel huizen zijn er in vakwerk gebouwd en de straten zijn er smal. Van hier uit is Straatsburg door de eeuwen heen uitgebouwd.
De Temple Neuf in de historische stadskern is als Neue Kirche in 1908 gebouwd en geldt na 1918 als de grootste protestantse kerk in Frankrijk. Andere bekende gebouwen uit het tijdperk van de Duitse keizer zijn het Station Strasbourg-Ville en het hoofdgebouw van de Universiteit van Straatsburg.
De Synagogue de la Paix (Nederlands: Vredesynagoge) in de wijk Neustadt verving in 1958 de oude synagoge, die aan het begin van de Tweede Wereldoorlog was verwoest.
De Historische wijnkelder van de Hospices is een wijnkelder uit 1395, met als oudste wijnvat een vat uit 1472.

### Musea
- Het Musée des Beaux-Arts in het Palais Rohan stelt schilderijen ten toon van oude meesters. In het Palais Rohan bevinden zich ook een Archeologisch museum (Musée archéologique) en een museum voor decoratieve kunst (Musée des Arts décoratifs).
- Het Musée d'Art moderne et contemporain, Museum van Moderne en Hedendaagse Kunst, met het kenmerkende paardenstandbeeld op het dak, is een van de bekendste Europese musea in zijn soort.
- Het Musée de l'Œuvre Notre-Dame toont middeleeuwse en renaissancekunst en oorspronkelijk beeldhouwwerk van de kathedraal.
- Het Musée historique de la ville de Strasbourg vertelt de geschiedenis van de stad.
- Het Musée alsacien toont de volkskunst en ambachten van de Elzas.
- Het Centre Tomi Ungerer toont de tekenkunst en het grafisch werk van Tomi Ungerer, de internationaal bekende kunstenaar uit de Elzas. Speelgoed, foto's en het familiearchief maken deel uit van de tentoonstelling.
- Le Vaisseau, Het Schip, geopend in 2005, is een centrum voor wetenschap en technologie voor kinderen en jongeren tussen drie en vijftien jaar.
- Het Lieu d'Europe geeft informatie over de Europese eenwording.

### Theater en muziek
- Het Opéra national du Rhin beschikt over zijn eigen ballet en orkest, het Orchestre Philharmonique de Strasbourg.
- Het Théâtre de la Choucrouterie is het cabaret van Roger Siffer, dat sinds 1984 bestaat en in het gebouw van een oude zuurkoolfabriek is gevestigd. Die voorstellingen worden in twee zalen in het Frans en Elzassisch opgevoerd.
- Het Zénith, een Frans soort concertzaal, van Straatsburg is de grootste in zijn soort en biedt plaats aan meer dan 12.000 toeschouwers.

## Europese hoofdstad

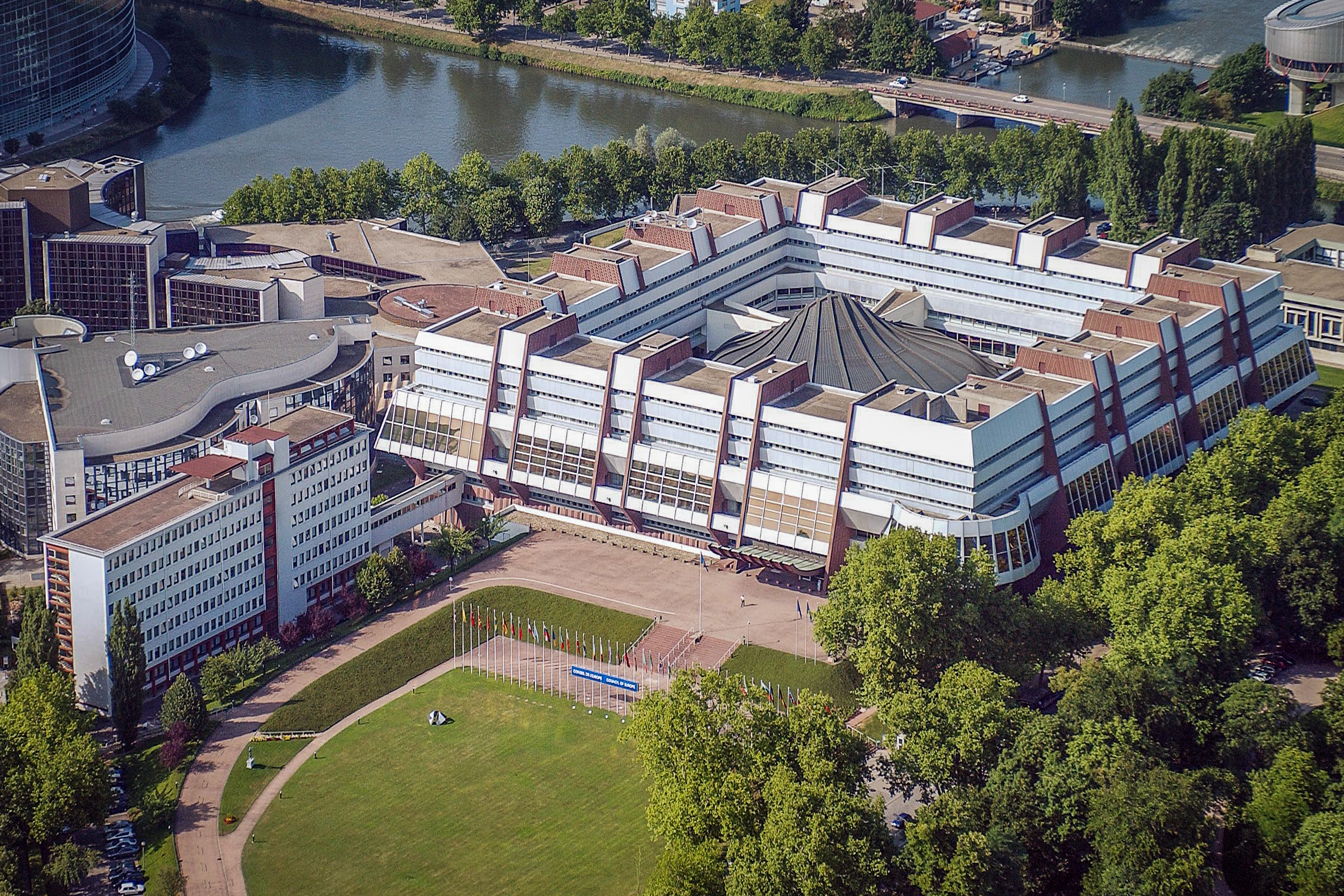
Het Palais de l'Europe, zetel van de Raad van Europa

Het Louise Weissgebouw, zetel van het Europees Parlement voor de maandelijkse plenaire zitting in Straatsburg

Met een beroep op de tweetalige geschiedenis wordt Straatsburg symbolisch voorgesteld als een van de echt Europese 'hoofdsteden', hoewel van deze tweetaligheid nu amper meer sprake is. Straatsburg is de zetel van de Raad van Europa (Palais de l'Europe en Agoragebouw), het Europees Hof voor de Rechten van de Mens (beide geen EU-instellingen) en samen met Brussel van het maandelijkse Europees Parlement. Het Europees parlement verplaatst zich maandelijks vanuit Brussel naar Straatsburg om te vergaderen in het Louise Weissgebouw. In Straatsburg is ook een aantal Europese instellingen gehuisvest, zoals het hoofdcommando van Eurokorps, het rekencentrum van Europol en het Europees Directoraat voor de Kwaliteit van Geneesmiddelen en de Gezondheidszorg. Het is ook de vestigingsplaats van de tweetalige Frans-Duitse culturele televisiezender ARTE.

## Hoger onderwijs en bibliotheken
De Universiteit van Straatsburg is ook de zetel van de École nationale d'administration, een Franse hogeschool waar veel Franse ambtenaren voor de hogere functies in het nationale ambtenarenapparaat worden opgeleid. De wortels van de universiteit gaan terug naar het jaar 1538, toen Jakob Sturm von Sturmeck, later Jacques Sturm genoemd, het protestantse gymnasium stichtte. In 1556 kreeg het de status van academie, in 1621 die van universiteit en in 1631 werd het een koninklijke universiteit. Tijdens de Franse Revolutie werd de universiteit gesloten, omdat de ideeën van de docenten niet aansloten bij het verlichte en revolutionaire Franse wetenschapsdenken. Pas in 1870 werd ze door de Duitse keizer als Kaiser-Wilhelm-Universität heropend. In 1918 werd vrijwel de gehele universitaire staf van deze instelling weggestuurd en een nieuwe geïnstalleerd. Het Frans verving het Duits als universitaire taal.
In de Tweede Wereldoorlog werd de universiteit naar Clermont-Ferrand verplaatst en bleef daar tot 1945. De Duitse bezetters noemden de universiteit in Straatsburg Reichsuniversität Strassburg. Maar weinig studenten konden zich inschrijven, omdat jonge dienstplichtigen naar het oorlogsfront werden gestuurd. Terwijl sommige Franse professoren van de universiteit van Straatsburg, voor zover niet gevlucht, werden gedwongen in het belang van de oorlogstechnologie in concentratiekampen te werken, ging een nieuwe Duitse onderzoekstaf in hun plaats aan het werk met een deeltjesversneller. Die werd na 1945 door de Fransen overgenomen.
Samen met de universiteiten van Bazel, Freiburg im Breisgau, Karlsruhe en Mulhouse is de Universiteit van Straatsburg lid van de Europese confederatie van universiteiten aan de Bovenrijn EUCOR. Ze beschikt wegens het bijzondere godsdienstige statuut dat de Elzas na de inlijving bij Frankrijk werd toegekend, over twee godsdienstige faculteiten: rooms-katholiek en protestant, die door de staat worden gesubsidieerd.
Net als veel andere Franse universiteiten is de Universiteit van Straatsburg in de jaren 1970 gesplitst, waardoor drie instellingen ontstonden: Université Louis Pasteur: Strasbourg I, Université Marc Bloch: Strasbourg II en Université Robert Schuman: Strasbourg III. In 2009 is deze splitsing weer ongedaan gemaakt.
De Médiathèque André-Malraux in het stadsdeel Rivetoile is een grote openbare bibliotheek. Het is een oud magazijngebouw aan de haven van Straatsburg. Dit deel van de haven wordt niet meer gebruikt, alleen twee oude hijskranen herinneren nog aan de oude functie van het gebied.

## Vervoer

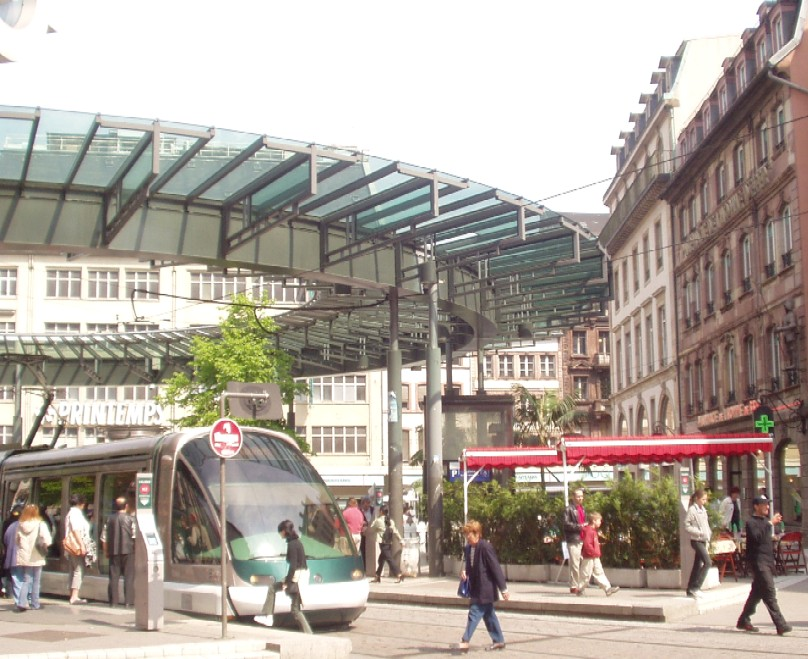
Tram in Straatsburg

Het openbaar vervoer in Straatsburg is uitbesteed aan CTS, een dochteronderneming van Transdev. Sinds 1994 maakt een tram weer deel uit van het openbare vervoer in de stad. Tussen 1878 en 1960 werd de stad ook al bediend door een tramnet en tussen 1939 en 1962 reden er trolleybussen; zie trolleybus van Straatsburg.
Op 10 juni 2007 is er een lijn van de TGV geopend, die Straatsburg met Parijs verbindt. Sommige TGV's rijden verder en bereiken Luxemburg, Karlsruhe, Stuttgart en München. De Iris en Vauban verbonden tot april 2016 Brussel met Bazel; sindsdien neemt de TGV deze twee verbindingen voor zijn rekening, waarbij er tussen Straatsburg en Bazel niet gereden wordt. In de Elzas ligt een uitgebreid TER-spoornet van regionale treinen, TER Alsace. Sommige treinen in dit netwerk rijden met 200 km/uur, TER 200. Voor de verbinding naar Offenburg in Duitsland rijden er treinen van de Ortenau-S-Bahn (OSB).
In de gemeente liggen de spoorwegstations Strasbourg-Ville, Krimmeri-Meinau en Strasbourg-Roethig.
De snelweg A4 verbindt Straatsburg met Metz en Parijs.
Een internationale luchthaven - Aéroport de Strasbourg - in Entzheim, ligt op ongeveer 20 km ten zuidwesten van de stad.
De stad beschikt verder over een haven voor scheepvaart over de Rijn. Het belang daarvan is afgenomen. Behalve de Rijn en de Ill, die langs en door Straatsburg komen, komen het Rijn-Rhône- en het Rijn-Marne-kanaal in Straatsburg uit. Evenwijdig aan de Bruche, die in Straatsburg in de Ill uitmondt, loopt het Canal de la Bruche. Langs de drie kanalen liggen goede fietspaden.

## Sport
RC Strasbourg is de professionele voetbalclub van Straatsburg en speelt in het Stade de la Meinau. De club komt sinds het seizoen 2017/18 uit in de Ligue 1, het hoogste Franse niveau.
Straatsburg was speelstad bij het WK voetbal van 1938 en EK voetbal van 1984. De wedstrijden werden destijds gespeeld in het Stade de la Meinau.
Straatsburg is 24 keer etappeplaats geweest in de wielerkoers Ronde van Frankrijk. De Ronde van Frankrijk startte in 1953 en 2006 in Straatsburg. Onder meer Eddy Merckx en Bernard Hinault wonnen in de stad.

## Opleiding
- EM Strasbourg Business School

## Geografie
De oppervlakte van Straatsburg bedroeg op 1 januari 2022 78,26 vierkante kilometer; de bevolkingsdichtheid was toen 3.727,4 inwoners per km².
De onderstaande kaart toont de ligging van Straatsburg met de belangrijkste infrastructuur en aangrenzende gemeenten.

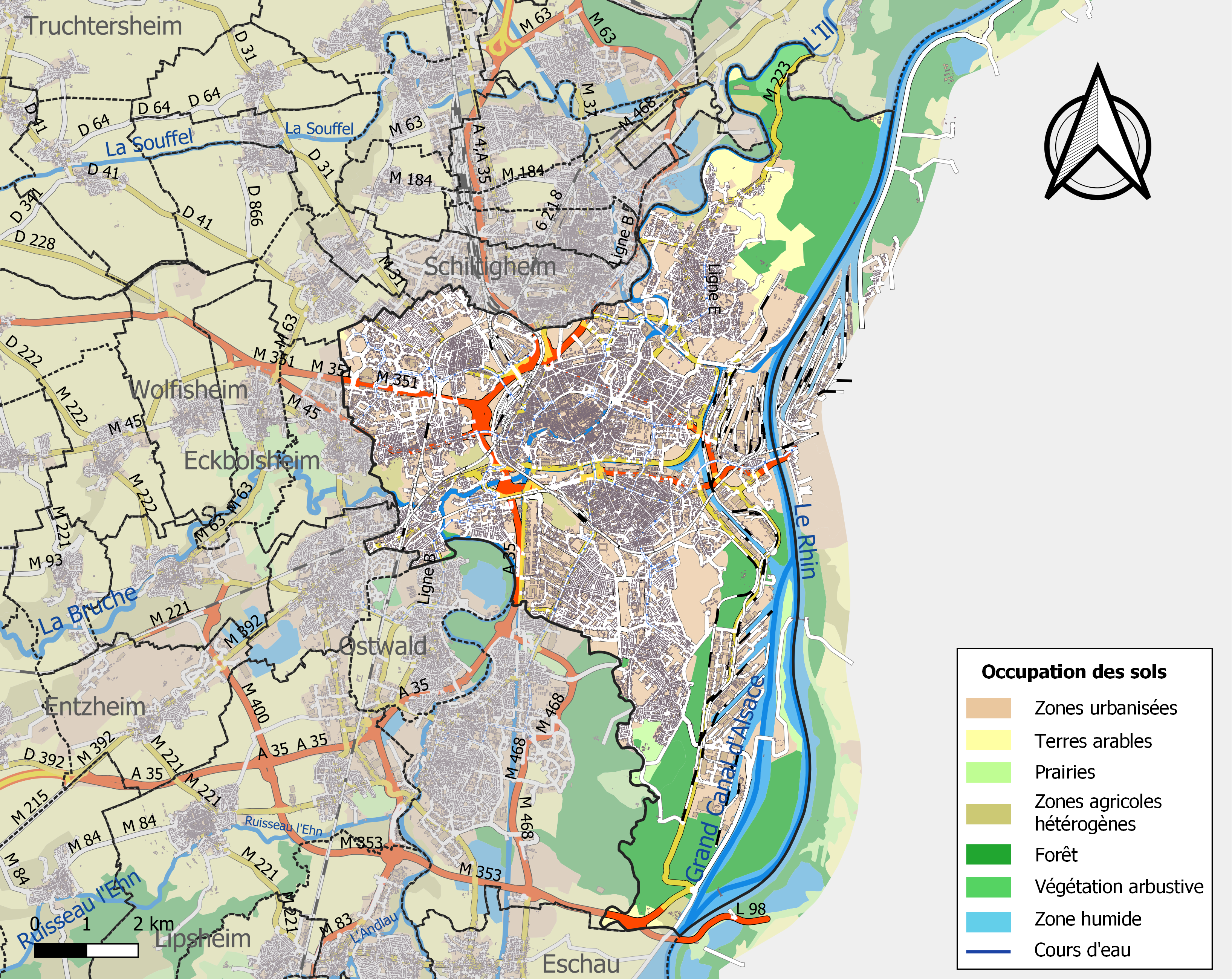

## Demografie
Onderstaande figuur toont het verloop van het inwonertal van Straatsburg, bron: INSEE-tellingen. 

In het stadsgewest rond Straatsburg woonden in 2016 465.069 inwoners. In vergelijking met andere regionale hoofdsteden in Frankrijk wonen er relatief weinig inwoners van Grand Est in Straatsburg (slechts 8% in het stadsgewest en 5% in de gemeente Straatsburg).

## Stedenbanden
Straatsburg heeft een stedenband met:
- Boston Verenigde Staten, sinds 1960[5]
- Dresden Duitsland, sinds 1990[6]
- Leicester Engeland, sinds 1960[7]
- Stuttgart Duitsland, sinds 1962[8]
- Ramat Gan Israël, sinds 1991[9]

Verder heeft Straatsburg ook een samenwerkingsverband met:
- Fès Marokko, sinds 2001
- Jacmel Haïti, sinds 1996
- Veliki Novgorod Rusland, sinds 1997

## Geboren in Straatsburg
- Sebastian Brant (1457-1521), humanist
- Jean-Baptiste Kléber (1753-1800), generaal tijdens de Franse Revolutie
- Marie Tussaud (1761-1850), wassenbeeldenartieste
- Lodewijk I van Beieren (1786-1868), koning van Beieren
- Gustave Doré (1832-1883), schilder, graveur en illustrator
- Émile Waldteufel (1837-1915), componist en orkestleider in Parijs
- Georges Picquart (1854-1914), legerofficier en minister van oorlog (Dreyfusaffaire)
- Charles de Foucauld (1858-1916), trappist en kluizenaar; r.k. heilige
- Jean Arp (1886-1966), beeldhouwer
- Charles Münch (1891-1968), dirigent
- Hans-Georg von Friedeburg (1895-1945), Duits admiraal
- Karl zu Leiningen (1898-1946), vorst van Leiningen
- Oscar Cullmann (1902-1999), theoloog
- Hans Bethe (1906-2005), Amerikaans natuur-, sterrenkundige en Nobelprijswinnaar (1967)
- Egbert von Frankenberg und Proschlitz (1909-2000), Duits militair en DDR-politicus
- Jacques Martin (1921-2010), striptekenaar
- Marcel Marceau (1923-2007), mimespeler
- René Hauss (1927-2010), oud-voetballer en voetbalcoach
- Tomi Ungerer (1931-2019), tekenaar en cartoonist
- Thierry Mugler (1948-2022), modeontwerper
- Arsène Wenger (1949), oud-voetballer en trainer
- Erik Izraelewicz (1954-2012), journalist
- Elif Shafak (1971), schrijfster
- Valérien Ismaël (1975), voetballer
- Armando Gonçalves Teixeira (1976), Portugees voetballer (Petit)
- Mehdi Baala (1978), atleet
- Elyse Galiano (1980), kostuumontwerpster
- Paul-Henri Mathieu (1982), tennisser
- Tommy de Jong (1987), voetballer
- Anthony Weber (1987), voetballer
- Matthieu Dreyer (1989), voetballer
- Jonathan Schmid (1990), Frans-Oostenrijks voetballer
- Jonathan Clauss (1992), voetballer
- Mohamed Gouaida (1993), voetballer
- Laura Flippes (1994), handbalster
- Antoine Raugel (1999), wielrenner
- Mamadou Diakhon (2005), voetballer
- Violette Braun (2006), schaatsster

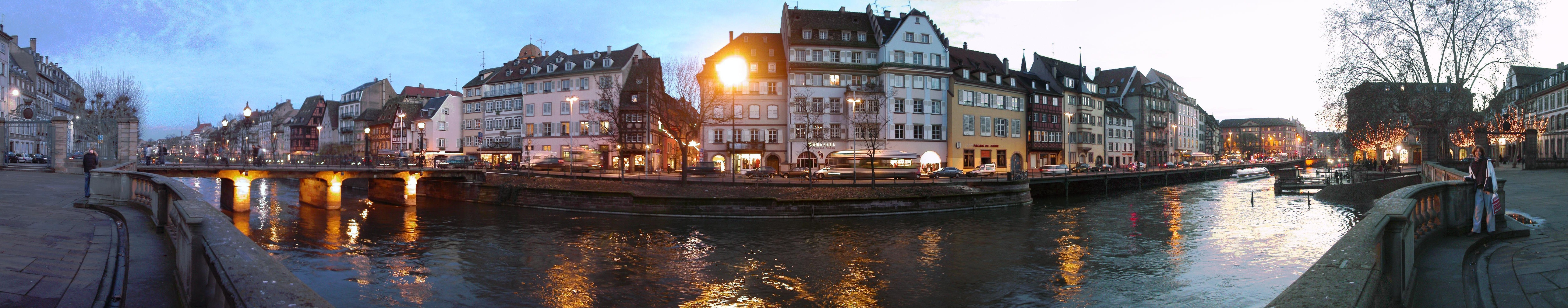
De rivier de Ill in Straatsburg